# Comuna Kostobobriv, Semenivka
Kostobobriv (în ucraineană Костобобрів) este o comună în raionul Semenivka, regiunea Cernihiv, Ucraina, formată din satele Kostobobriv (reședința) și Serhiivske.

## Demografie
Componența lingvistică a comunei Kostobobriv
     Rusă (58,1%)
     Ucraineană (41,67%)
     Alte limbi (0,24%)
Conform recensământului din 2001, majoritatea populației comunei Kostobobriv era vorbitoare de rusă (58,1%), existând în minoritate și vorbitori de ucraineană (41,67%).